# Chleba a víno neseme
Chleba a víno neseme je česká duchovní píseň, kterou napsal Petr Eben. Má tři sloky a při mši ji lze zpívat při obětním průvodu. Je zařazena v modré Hosaně, kde má číslo 473, a ve zpěvníku Koinonia (pod číslem 160).